# Code Red
Code Red je računalni crv koji se pojavio u petak, trinaestog srpnja 2001. godine. Zaražavao je računala koja su koristila Microsoft IIS web server. Crva su otkrili i istražili Marc Maiffret i Ryan Permeh iz eEye Digital Securitya.

## Opis
Specifični kod sadrži frazu "Hacked by Chinese!". Iako se ovaj crv pojavio 13. srpnja 2001. godine, najveći broj zaraženih računala primijećen je 19. srpnja 2001. Na taj dan, Code Red je zarazio 359 000 računala.

### Djelovanje
Code Red iskorištava ranjivost index softwarea čiji je distributer IIS. Crv izmijeni vizualni prikaz zaražene stranice tako da se prikaže tekst:
HELLO! Welcome to http://www.worm.com! Hacked By Chinese!
Zadnja rečenica je postala internetskim fenomenom, a označava online poraz.
Zatim se Code Red pokušavao proširiti tako da bi potražio još IIS servera na Internetu. Otprilike 20 do 27 dana nakon što se instalira, pokreće DDoS napade na nekoliko IP adresa. Među napadnutim IP adresama bila je i IP adresa Bijele kuće. 
Kada je crv u potrazi za ranjivim strojevima, ne može "vidjeti" ako je server koji je na udaljenom računalu pokretao ranjivu verziju IIS-a, pa čak ni to je li se ISS pokretao. Apache HTTP poslužitelji često imaju zapise slične ovima:
GET /default.ida?NNNNNNNNNNNNNNNNNNNNNNNNN
NNNNNNNNNNNNNNNNNNNNNNNNNNNNNNNNNNNN
NNNNNNNNNNNNNNNNNNNNNNNNNNNNNNNNNNNN
NNNNNNNNNNNNNNNNNNNNNNNNNNNNNNNNNNNN
NNNNNNNNNNNNNNNNNNNNNNNNNNNNNNNNNNNN
NNNNNNNNNNNNNNNNNNNNNNNNNNNNNNNNNNNN
NNNNNNNNNNNNNNNNNNN
%u9090%u6858%ucbd3%u7801%u9090%u6858%ucbd3%u7801
%u9090%u6858%ucbd3%u7801%u9090%u9090%u8190%u00c3
%u0003%u8b00%u531b%u53ff%u0078%u0000%u00=a HTTP/1.0

### Code Red II
4. kolovoza 2001. godine pojavio se Code Red II, varijanta originalnog crva Code Reda. 
eEye vjeruje da crv potječe iz Makaty Cityja u Filipinima, odakle potječe i ILOVEYOU, također crv.  